# 古今亭伝輔
古今亭 伝輔（ここんてい でんすけ、1984年7月2日 - ）は、落語協会に所属する落語家。埼玉県鶴ヶ島市出身。古今亭志ん輔門下の真打。本名∶和田 洋一。

## 経歴
埼玉県立志木高等学校卒業後、専門学校にて介護福祉士資格を取得。介護職を経て2009年7月に古今亭志ん輔に入門。2010年1月21日に楽屋入り、前座名「半輔」。
2014年6月11日に柳家花ごめ、古今亭志ん松、春風亭朝之助とともに二ツ目昇進、「始」と改名。2017年、第28回北とぴあ若手落語家競演会奨励賞を受賞。
2024年9月下席より、柳家花ごめ、古今亭志ん松改メ七代目古今亭志ん橋、春風亭朝之助改メ春風亭梅朝とともに真打昇進し、古今亭伝輔に改名した。

## 芸歴
- 2009年7月 - 古今亭志ん輔に入門。
- 2010年1月 - 前座となる、前座名「半輔」。
- 2014年6月 - 二ツ目昇進、「始」と改名。
- 2024年9月 - 真打昇進、「古今亭伝輔」に改名。

## 出囃子
1. 大原女（古今亭始）
2. 越後獅子[注釈 1]（古今亭伝輔）

## 受賞歴
- 2017年∶第28回北とぴあ若手落語家競演会奨励賞

## 人物
浅草演芸ホール8月中席で毎年行われる住吉踊り連に所属している。
昨今のコロナ禍で、古今亭一門の先輩1名をゲストに迎えてお送りするテレワーク落語「古今亭を知ってもらおう」を古今亭志ん松と配信中。
同期4人（古今亭志ん松、春風亭朝之助、柳家花ごめ）で「同期の秘め事」会を開催している。